# Rallye Dakar 2010
Navigation
Édition précédente Édition suivante
Le Rallye Dakar 2010 est le 32e Rallye Dakar. Se déroulant en Amérique du Sud, le départ a été donné le 1er janvier de Buenos Aires.

## Participants
362 équipes sont en compétition pour cette 31e édition du Rallye Dakar. On dénombrait 151 motocyclettes, 25 quads, 134 voitures et 52 camions, au départ de la première étape, près de l'Obélisque de Buenos Aires, sur l'Avenida 9 de julio à Buenos Aires. À l'arrivée, le 16 janvier 2010, il ne reste plus que 88 motos, 14 quads, 56 voitures, et 28 camions.
| Étape | Auto | Moto | Camion | Quad |
| ----- | ---- | ---- | ------ | ---- |
| 1     | 134  | 151  | 52     | 25   |
| 2     | 131  | 150  | 50     | 25   |
| 3     | 130  | 148  | 50     | 25   |
| 4     | 103  | 121  | 48     | 22   |
| 5     | 83   | 118  | 46     | 21   |
| 6     | 79   | 104  | 45     | 17   |
| 7     | 78   | 99   | 42     | 16   |
| 8     | 70   | 96   | 36     | 14   |
| 9     | 68   | 94   | 35     | 14   |
| 10    | 64   | 93   | 35     | 14   |
| 11    | 60   | 93   | 31     | 14   |
| 12    | 59   | 92   | 31     | 14   |
| 13    | 59   | 90   | 30     | 14   |
| 14    | 57   | 88   | 28     | 14   |

## Étapes
Le Rallye Dakar 2010 comporte 14 étapes, sept démarrent en Argentine et sept partent du Chili. La course débute à Buenos Aires et forme une boucle de 9 030 km pour les catégories auto et camion et 8 937 km pour les motos et quad.

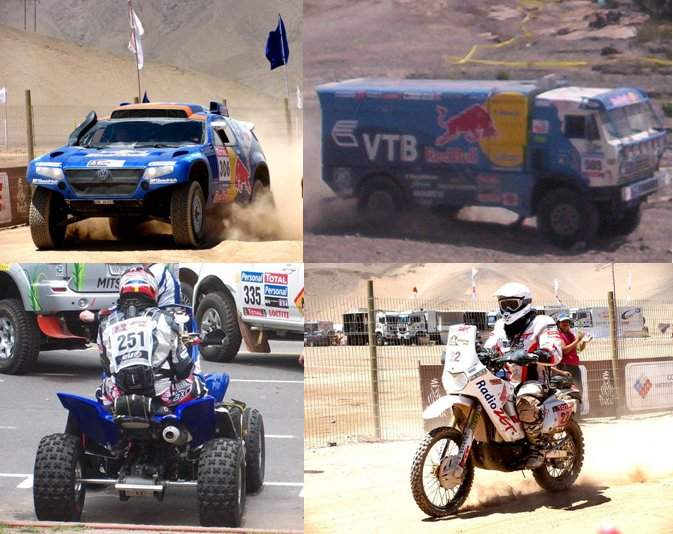
Les quatre catégories de véhicules qui s'affrontent : autos, camions, quads et motos.

| Étape                                                                          | Date            | Départ                         | Arrivée                        | Liaison                        | Spéciale                       | Liaison                        | Total                          |
| ------------------------------------------------------------------------------ | --------------- | ------------------------------ | ------------------------------ | ------------------------------ | ------------------------------ | ------------------------------ | ------------------------------ |
| 1                                                                              | 2 janvier 2010  | Buenos Aires                   | Colón                          | 349 km                         | 219 km* 251 km                 | 84 km                          | 652 km* 684 km                 |
| 2                                                                              | 3 janvier 2010  | Córdoba                        | La Rioja                       | 56 km                          | 294 km* 355 km                 | 276 km                         | 626 km* 687 km                 |
| 3                                                                              | 4 janvier 2010  | La Rioja                       | Fiambala                       | 259 km                         | 182 km                         | 0 km                           | 441 km                         |
| 4                                                                              | 5 janvier 2010  | Fiambala                       | Copiapó                        | 394 km                         | 203 km                         | 32 km                          | 629 km                         |
| 5                                                                              | 6 janvier 2010  | Copiapó                        | Antofagasta                    | 90 km                          | 483 km                         | 97 km                          | 670 km                         |
| 6                                                                              | 7 janvier 2010  | Antofagasta                    | Iquique                        | 180 km                         | 418 km                         | 0 km                           | 598 km                         |
| 7                                                                              | 8 janvier 2010  | Iquique                        | Antofagasta                    | 37 km                          | 600 km                         | 4 km                           | 641 km                         |
|                                                                                | 9 janvier 2010  | journée de repos à Antofagasta | journée de repos à Antofagasta | journée de repos à Antofagasta | journée de repos à Antofagasta | journée de repos à Antofagasta | journée de repos à Antofagasta |
| 8                                                                              | 10 janvier 2010 | Antofagasta                    | Copiapó                        | 96 km                          | 472 km                         | 0 km                           | 568 km                         |
| 9                                                                              | 11 janvier 2010 | Copiapó                        | La Serena                      | 0 km                           | 338 km                         | 209 km                         | 547 km                         |
| 10                                                                             | 12 janvier 2010 | La Serena                      | Santiago du Chili              | 112 km                         | 238 km                         | 236 km                         | 586 km                         |
| 11                                                                             | 13 janvier 2010 | Santiago du Chili              | San Juan                       | 211 km                         | 220 km                         | 3 km                           | 434 km                         |
| 12                                                                             | 14 janvier 2010 | San Juan                       | San Rafael                     | 23 km                          | 476 km                         | 297 km                         | 796 km                         |
| 13                                                                             | 15 janvier 2010 | San Rafael                     | Santa Rosa                     | 76 km                          | 368 km                         | 281 km                         | 725 km                         |
| 14                                                                             | 16 janvier 2010 | Santa Rosa                     | Buenos Aires                   | 166 km                         | 206 km                         | 335 km                         | 707 km                         |
| * : les motos et les quads ont eu un parcours plus court pour ces deux étapes. |                 |                                |                                |                                |                                |                                |                                |

## Résultats

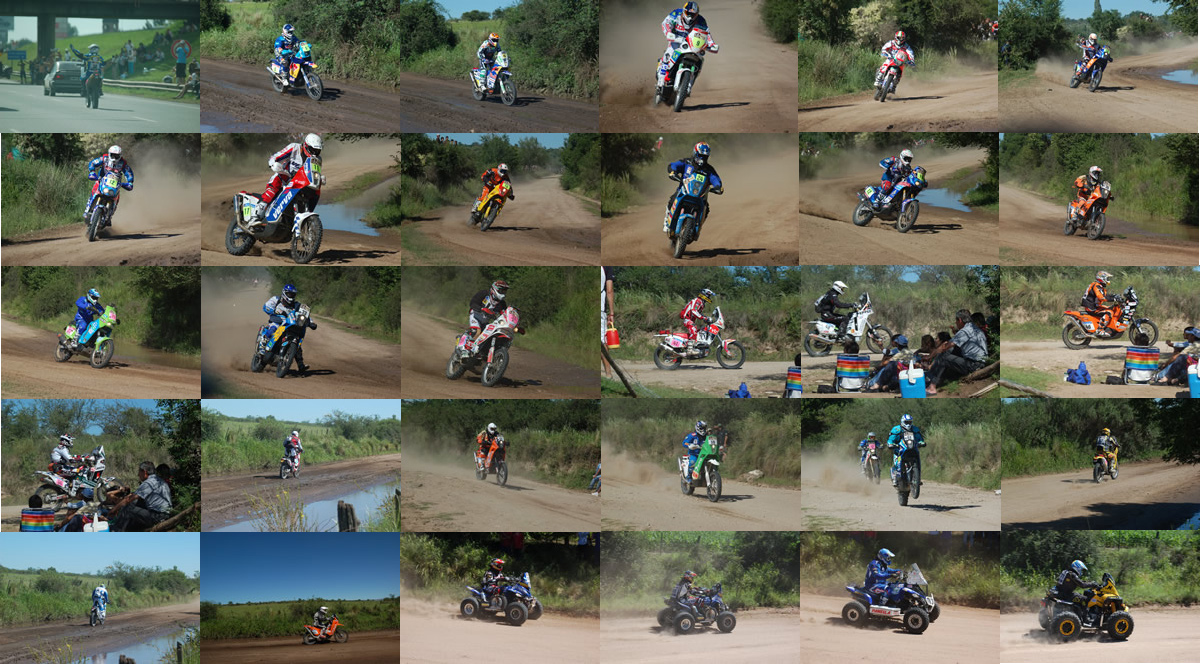
Les motos et les quads, lors de la première étape
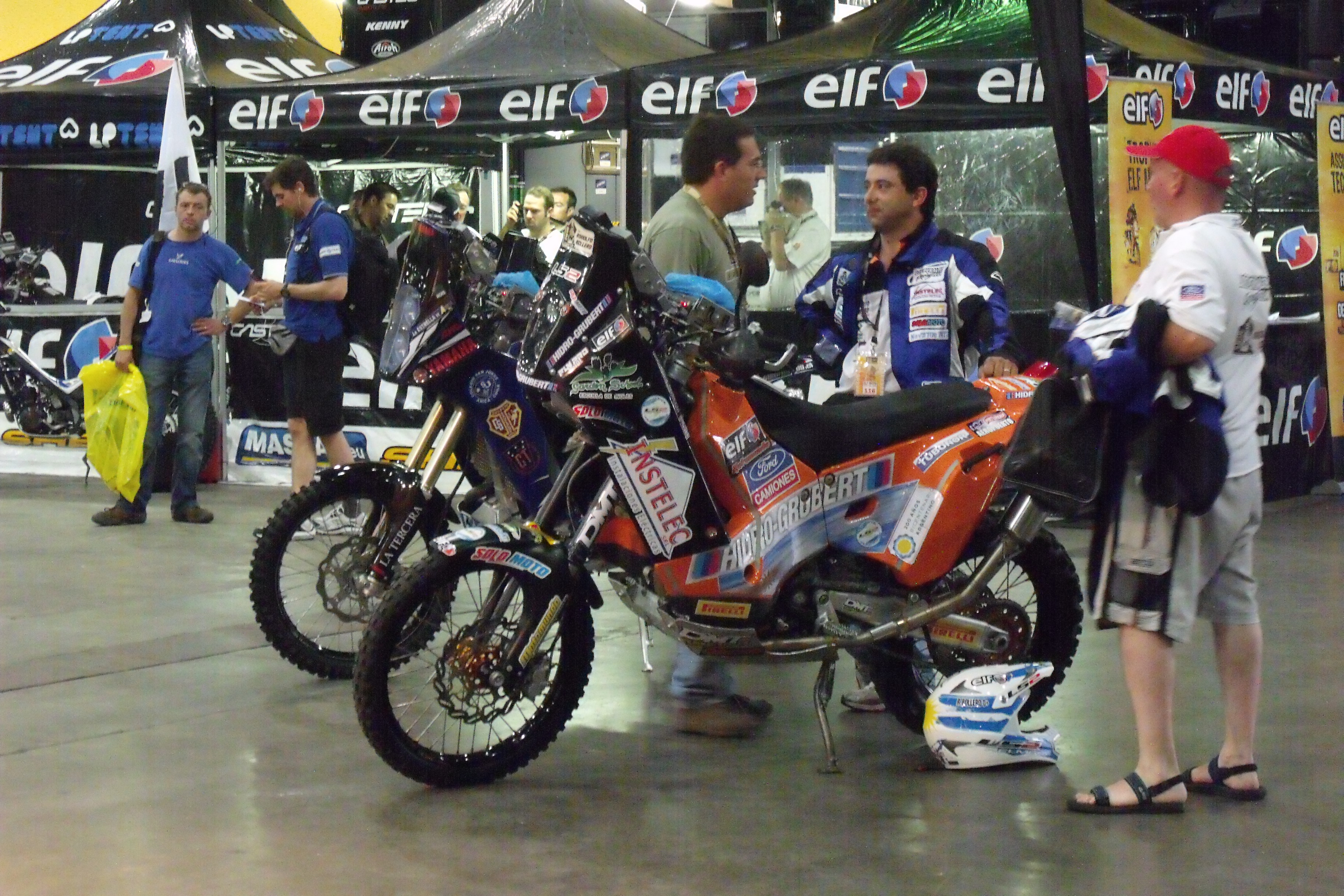
Les vérifications techniques, avant le départ
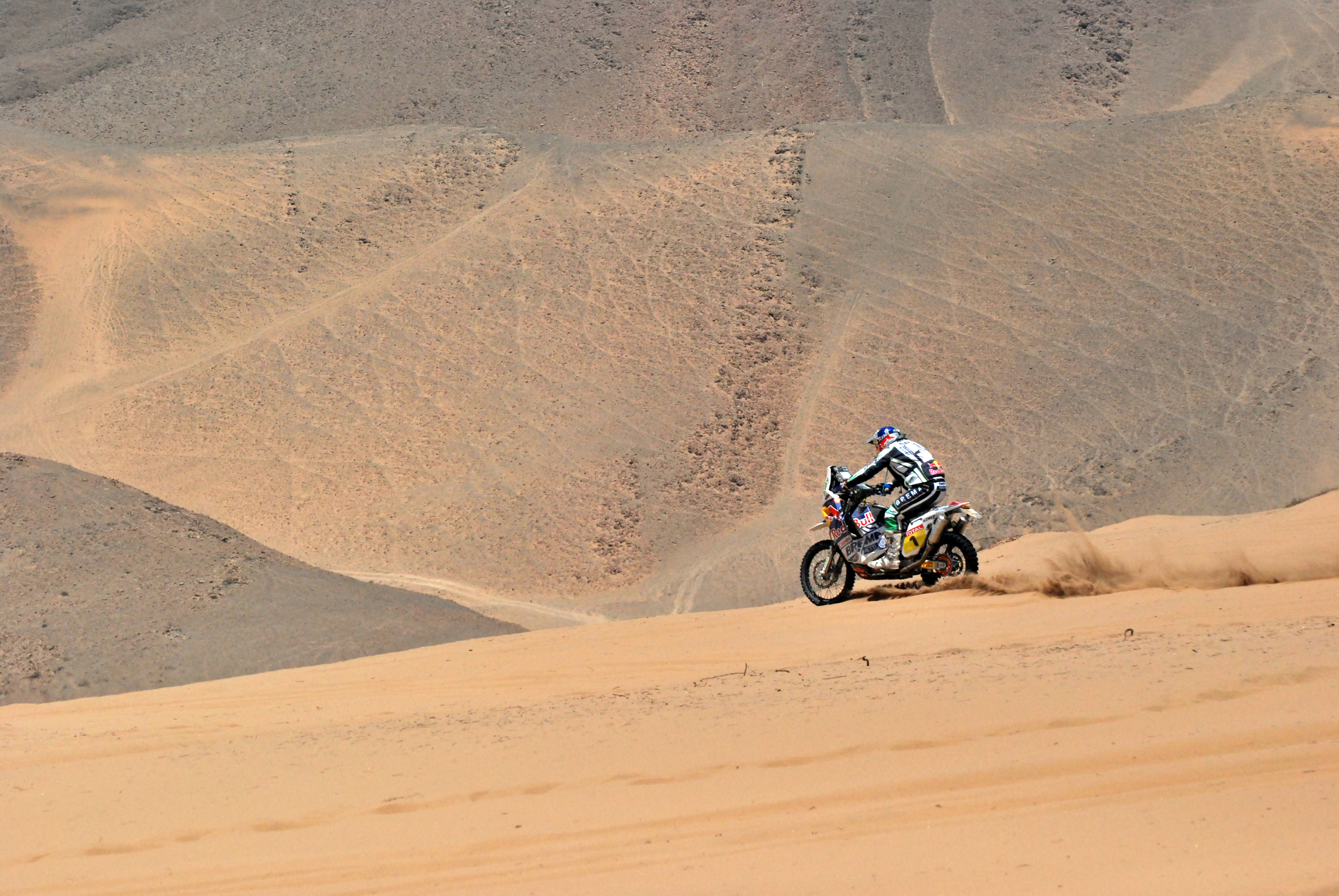
Marc Coma (no 1)

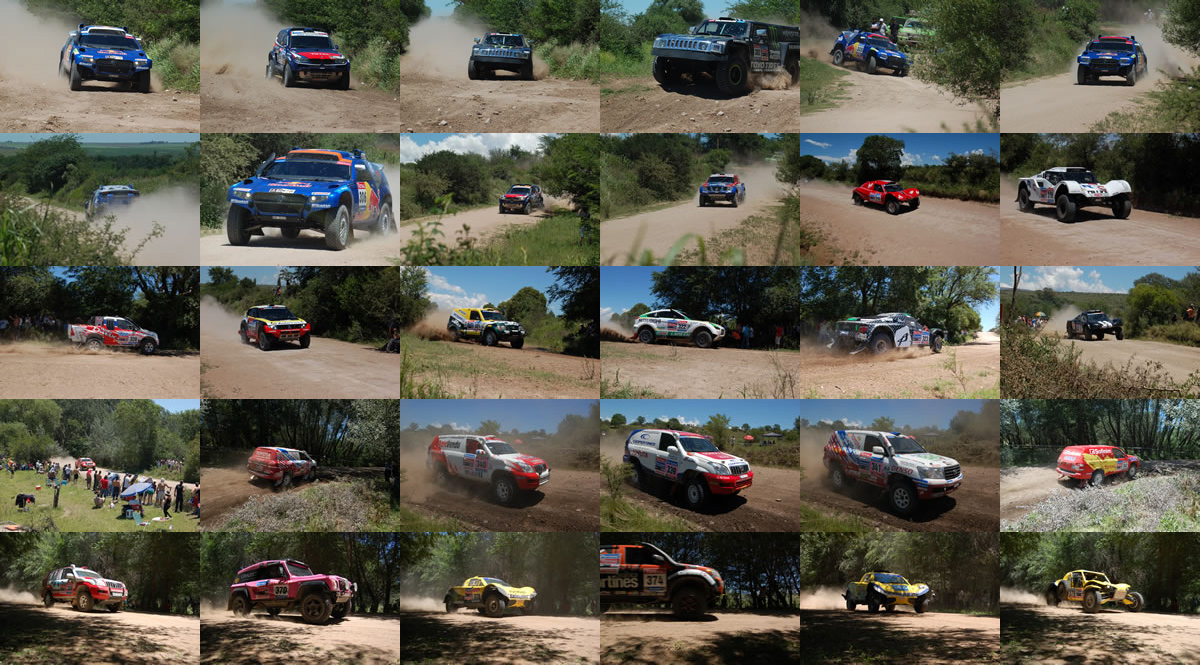
Les autos, lors de la première étape
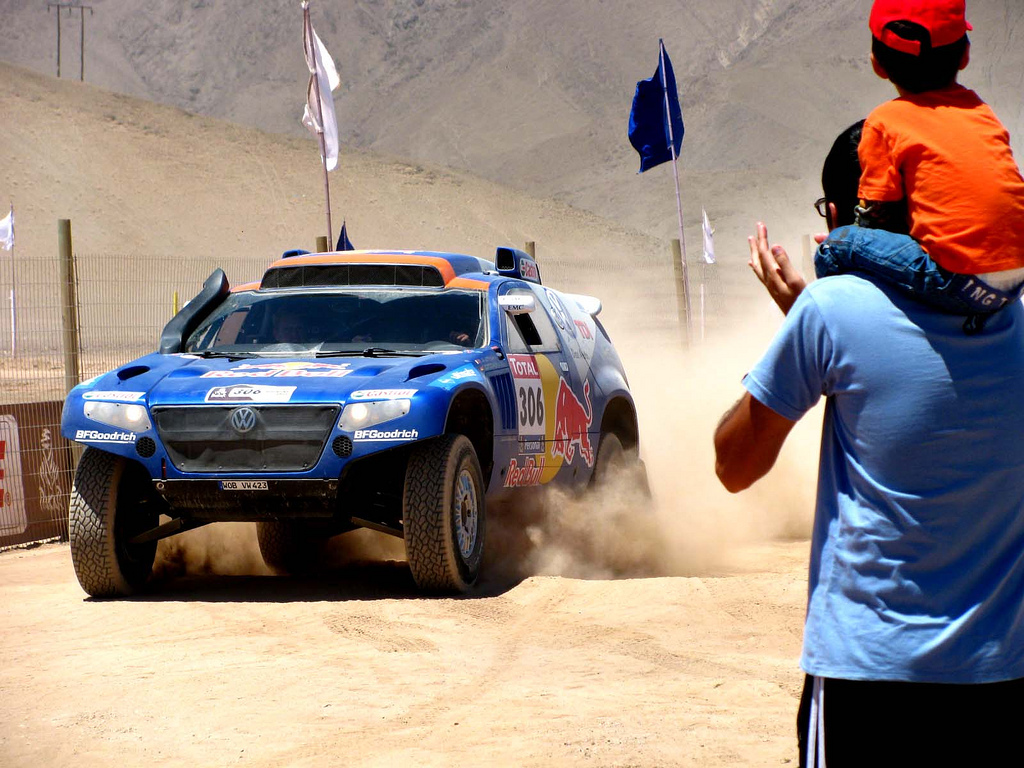
Nasser Al-Attiyah et son copilote Timo Gottschalk (no 306)
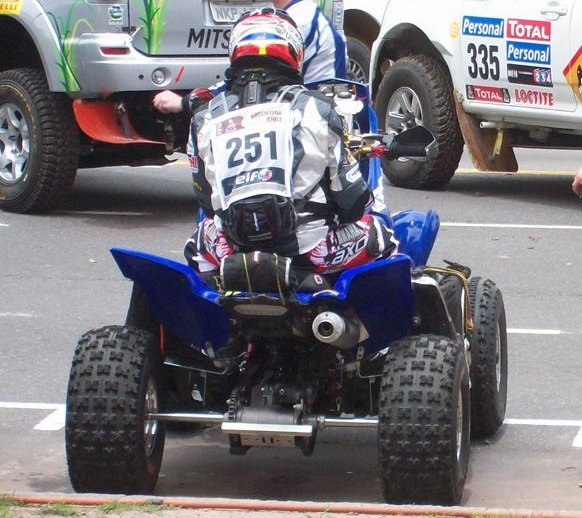
Marcos Patronelli, le gagnant du Rallye dans la catégorie Quads (no 251)

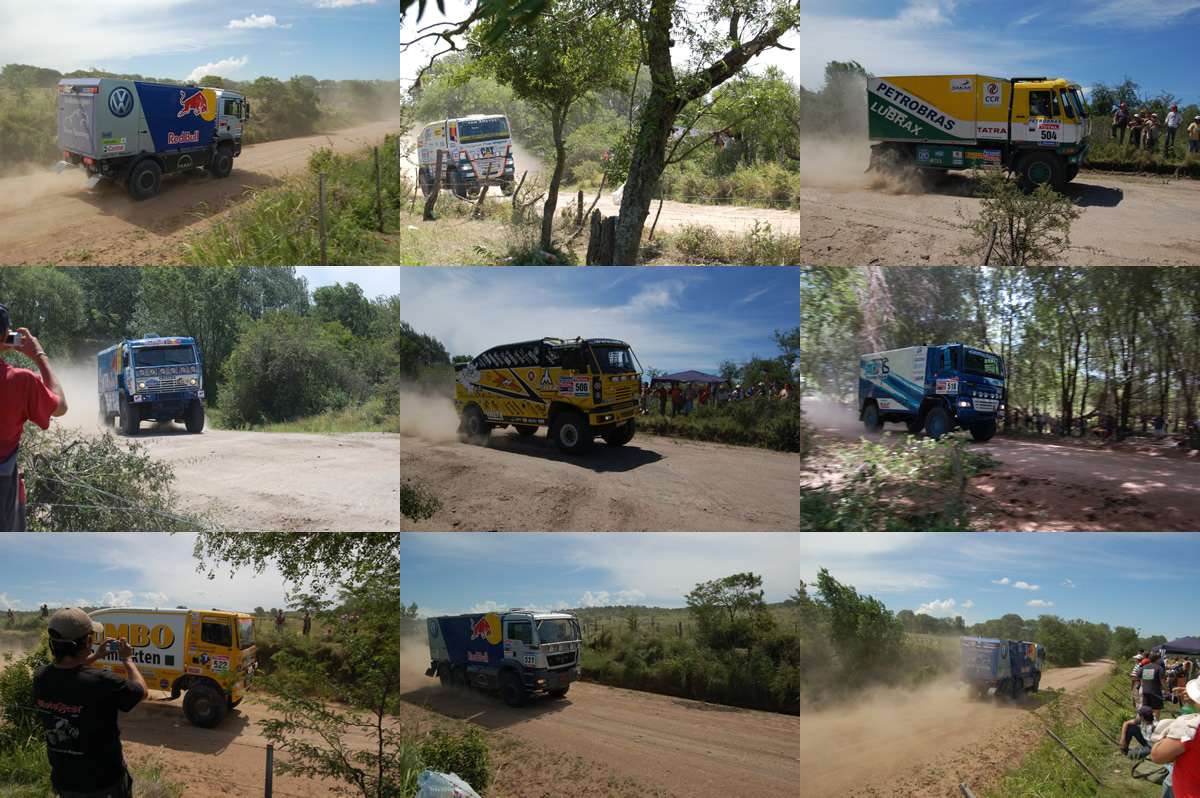
Les camions, lors de la première étape
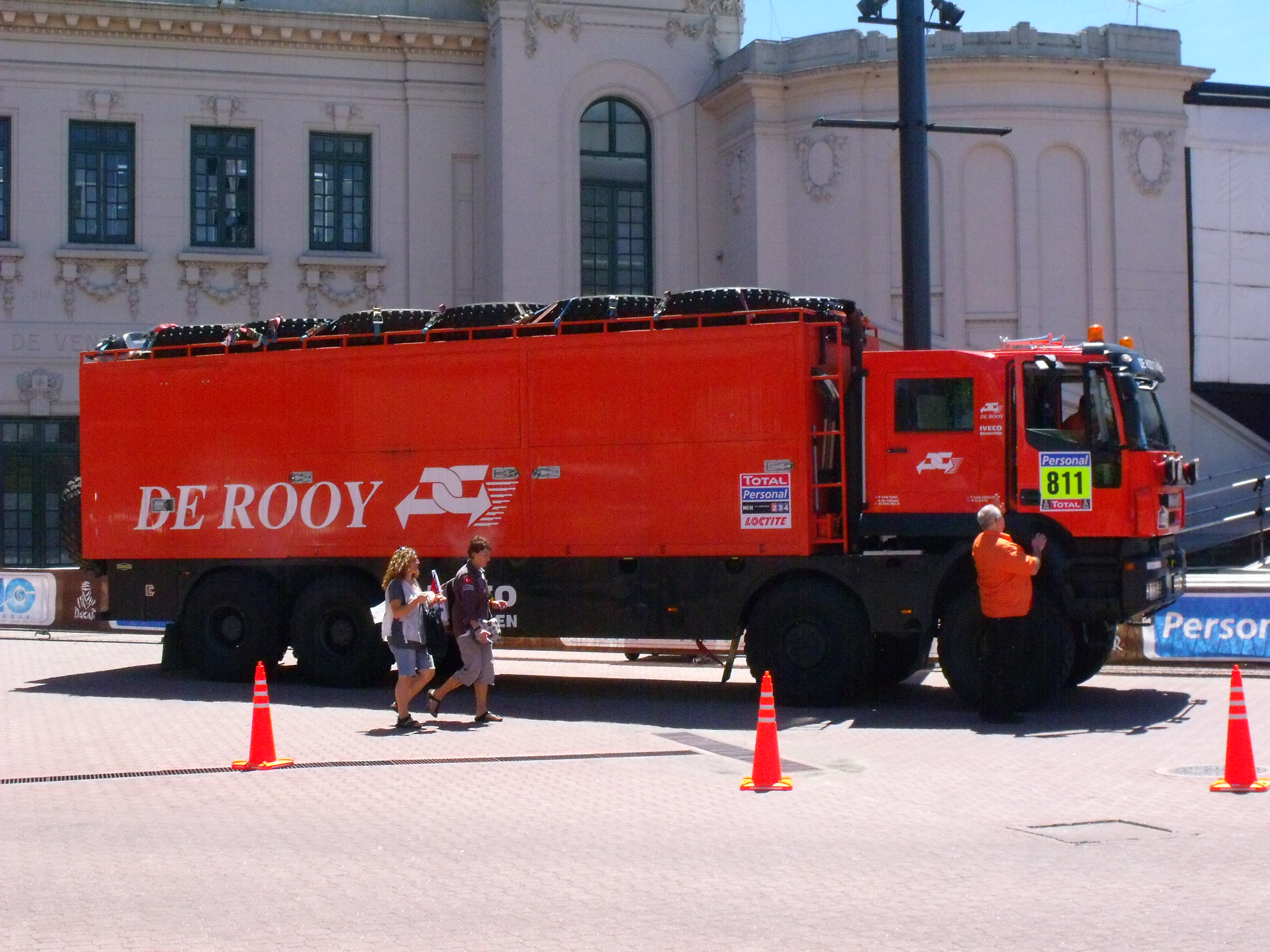
Un camion de l'assistance (no 811)
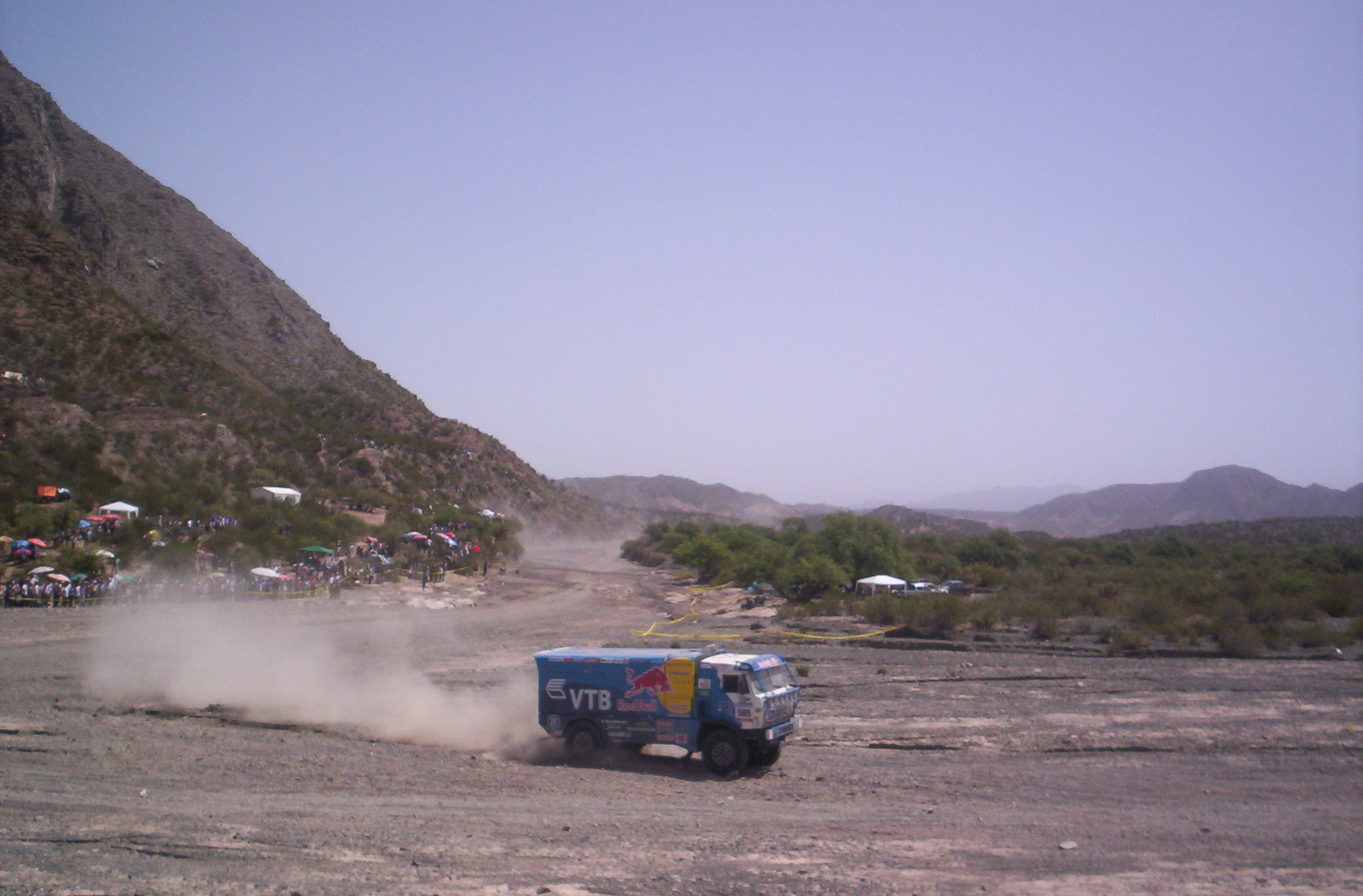
Ilgizar Mardeev, Viatcheslav Mizyukaev et Andrey Karginov (no 505)

## Classements finaux

### Motos
| Pos. | no  | Compétiteur                   | Constructeur | Temps            | Différence        |
| ---- | --- | ----------------------------- | ------------ | ---------------- | ----------------- |
| 1    | 002 | Cyril Despres (FRA)           | KTM          | 51 h 10 min 37 s | —                 |
| 2    | 004 | Pal Anders Ullevalseter (NOR) | KTM          | 52 h 13 min 29 s | + 1 h 02 min 52 s |
| 3    | 009 | Francisco López (CHI)         | Aprilia      | 52 h 20 min 25 s | + 1 h 09 min 48 s |
| 4    | 005 | Helder Rodrigues (POR)        | Yamaha       | 52 h 30 min 10 s | + 1 h 19 min 33 s |
| 5    | 012 | David Frétigné (FRA)          | Yamaha       | 53 h 06 min 33 s | + 1 h 55 min 56 s |
| 6    | 014 | Alain Duclos (FRA)            | KTM          | 53 h 09 min 12 s | + 1 h 58 min 35 s |
| 7    | 024 | Jonah Street (USA)            | KTM          | 54 h 00 min 20 s | + 2 h 49 min 43 s |
| 8    | 011 | Jakub Przygoński (POL)        | KTM          | 54 h 26 min 36 s | + 3 h 15 min 59 s |
| 9    | 016 | Olivier Pain (FRA)            | Yamaha       | 54 h 38 min 57 s | + 3 h 28 min 20 s |
| 10   | 034 | Juan Pedrero (ESP)            | KTM          | 54 h 44 min 25 s | + 3 h 33 min 48 s |

### Autos
| Pos. | no  | Pilote                     | Copilote                 | Constructeur | Temps            | Différence        |
| ---- | --- | -------------------------- | ------------------------ | ------------ | ---------------- | ----------------- |
| 1    | 303 | Carlos Sainz (ESP)         | Lucas Cruz (ESP)         | Volkswagen   | 47 h 10 min 00 s | —                 |
| 2    | 306 | Nasser Al-Attiyah (QAT)    | Timo Gottschalk (GER)    | Volkswagen   | 47 h 12 min 12 s | + 2 min 12 s      |
| 3    | 305 | Mark Miller (USA)          | Ralph Pitchford (RSA)    | Volkswagen   | 47 h 42 min 51 s | + 32 min 51 s     |
| 4    | 301 | Stéphane Peterhansel (FRA) | Jean-Paul Cottret (FRA)  | BMW          | 49 h 27 min 21 s | + 2 h 17 min 21 s |
| 5    | 307 | Guerlain Chicherit (FRA)   | Tina Thörner (SWE)       | BMW          | 51 h 12 min 49 s | + 4 h 02 min 49 s |
| 6    | 314 | Carlos Sousa (POR)         | Matthieu Baumel (FRA)    | Mitsubishi   | 51 h 41 min 45 s | + 4 h 31 min 45 s |
| 7    | 300 | Giniel de Villiers (RSA)   | Dirk Von Zitzewitz (GER) | Volkswagen   | 52 h 20 min 19 s | + 5 h 10 min 19 s |
| 8    | 302 | Robby Gordon (USA)         | Andy Grider (USA)        | Hummer       | 53 h 12 min 24 s | + 6 h 02 min 24 s |
| 9    | 311 | Orlando Terranova (ARG)    | Pascal Maimon (FRA)      | Mitsubishi   | 53 h 14 min 47 s | + 6 h 04 min 47 s |
| 10   | 322 | Guilherme Spinelli (BRA)   | Filipe Palmeiro (BRA)    | Mitsubishi   | 53 h 23 min 41 s | + 6 h 13 min 41 s |

### Quads
| Pos. | Compétiteur                    | Constructeur          | Différence         |
| ---- | ------------------------------ | --------------------- | ------------------ |
| 1    | Marcos Patronelli              | Yamaha Raptor 700     | —                  |
| 2    | Alejandro Patronelli           | Yamaha Raptor 700     | + 2 h 22 min 59 s  |
| 3    | Juan Manuel González Corominas | Yamaha Raptor 700     | + 5 h 07 min 31 s  |
| 4    | Christophe Declerck            | Polaris 525 Outlaw    | + 5 h 46 min 56 s  |
| 5    | Rafał Sonik                    | Yamaha Raptor         | + 5 h 50 min 24 s  |
| 6    | Sebastian Halpern              | Yamaha Raptor 700     | + 9 h 07 min 31 s  |
| 7    | Oldrich Brazina                | Polaris Outlaw IRS    | + 16 h 33 min 41 s |
| 8    | Brice Auert                    | Can-Am Renegade 800   | + 16 h 52 min 16 s |
| 9    | Bernardo Graue                 | Can-Am Renegade 800 X | + 17 h 37 min 20 s |
| 10   | Daniel Mazzucco                | Can-Am Renegade 800 X | + 25 h 18 min 39 s |

### Camions
| Pos. | no  | Compétiteur        | Copilotes                             | Constructeur | Temps            | Différence         |
| ---- | --- | ------------------ | ------------------------------------- | ------------ | ---------------- | ------------------ |
| 1    | 501 | Vladimir Chagin    | Sergey Savostin Eduard Nikolaev       | KamAZ        | 55 h 04 min 47 s | —                  |
| 2    | 500 | Firdaus Kabirov    | Aydar Belyaev Andrey Mokeev           | KamAZ        | 56 h 17 min 55 s | + 1 h 13 min 08 s  |
| 3    | 508 | Marcel van Vliet   | Herman Vaanholt Gerard van Veenendaal | GINAF        | 65 h 48 min 07 s | + 10 h 43 min 20 s |
| 4    | 506 | Martin Macik       | Josef Kalina Jan Bervic               | LIAZ         | 67 h 26 min 08 s | + 12 h 21 min 21 s |
| 5    | 505 | Ilgizar Mardeev    | Viatcheslav Mizyukaev Andrey Karginov | KamAZ        | 70 h 04 min 16 s | + 14 h 59 min 29 s |
| 6    | 503 | Wulfert van Ginkel | Richard de Rooy Willem Tijsterman     | GINAF        | 70 h 34 min 03 s | + 15 h 29 min 16 s |
| 7    | 514 | Teruhito Sugawara  | Seiichi Suzuki                        | Hino         | 72 h 34 min 24 s | + 17 h 29 min 37 s |
| 8    | 523 | David Oliveras     | Jesus Camara Ordonez Daniel Camara    | Mercedes     | 78 h 43 min 53 s | + 23 h 39 min 06 s |
| 9    | 511 | Jordi Juvanteny    | José Luis Criado Fina Roman           | MAN          | 79 h 20 min 14 s | + 24 h 15 min 27 s |
| 10   | 518 | Claudio Bellina    | Paolo Arici Giulio Minelli            | Mitsubishi   | 81 h 51 min 59 s | + 26 h 47 min 12 s |

## Incidents et accidents
Durant la première étape du Rallye, une femme de 28 ans nommée Natalia Gallardo a été tuée après qu'elle et un groupe de spectateurs furent heurtés par le Desert Warrior 4x4 de Mirco Schultis et Ulrich Leardi, qui est sorti de la piste dans les environs de la ville de Rio Cuarto, à 800 km de Buenos Aires. Quatre autres fans ont été blessés, deux d'entre eux ont été transférés à l'hôpital de Córdoba pour continuer le traitement,(en) .
Un grand nombre de compétiteurs ne sont pas retournés au bivouac de Fiambala durant la nuit à la fin de la troisième épreuve. Ayant à affronter le passage des Andes durant la quatrième étape, les organisateurs ont décidé de retarder le départ de l'étape de 90 minutes et de raccourcir l'étape de 40 km.
Le pilote KTM Luca Manca a été blessé dans un sérieux accident dix kilomètres après le départ de la sixième étape. Il souffre de contusions au cerveau, et a été transféré par hélicoptère à l'Hospital del Cobre Dr. Salvador Allende Gossens à Calama, avant d'être transféré à l'unité neuro-chirurgicale de la Clínica de la Mutual de Seguridad à Santiago du Chili.
La neuvième étape a été raccourcie de 168 km à cause du brouillard qui est arrivé dans les alentours du départ de l'étape à Copiapó.